# Ophelia Vilarova

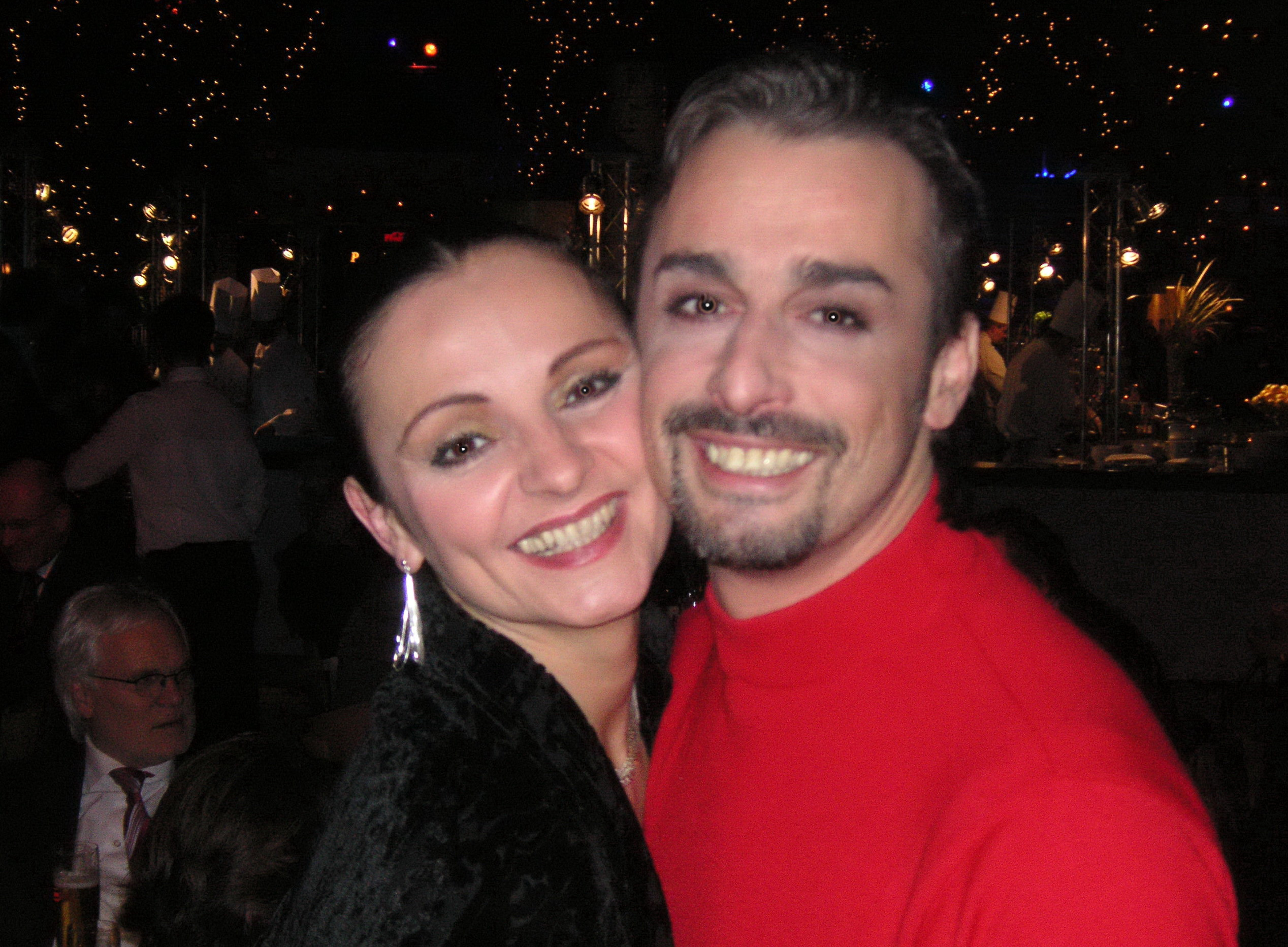
Ophelia Vilarova und André Höhl in Berlin (2007)

Ophelia Vilarova (* 1960 in Sofia, Bulgarien) ist eine Choreografin und ehemalige Tänzerin.

## Leben
Vilarova wuchs in der Hauptstadt Bulgariens auf. 1970 begann sie ihre Ausbildung an der Staatlichen Ballettschule Sofia, die sie 1979 beendete. Sie erlernte klassischen Tanz, Jazz Dance, historische Tänze, bulgarische Folklore sowie Klavier und Tanzpädagogik.
Von 1979 bis 1986 war Ophelia Vilarova Solistin des bekannten bulgarischen Balletts Arabesque in Sofia. 1986 kam sie in die DDR, wo sie fortan beim Dt. Fernsehballett tanzte. 1988 erfolgte die Ernennung zur Solistin und sie tanzte nach der Übernahme des Fernsehballetts durch den MDR bis 2001 in diesem Ensemble. Nachdem sie der künstlerischen Leiterin Emöke Pöstenyi assistierte, ist sie seit 2002 Choreografin beim Deutschen Fernsehballett des MDR. Neben André Höhl war sie 1997 Solistin bei Tango – eine Legende im MDR-Fernsehen.

Sie kreierte bislang Choreografien für Sarah Brightman, Mireille Mathieu, Karel Gott, Heino und weitere Künstler der Unterhaltungsbranche.